# Bryan Sanders
Bryan C. Sanders (ur. 24 października 1970 w Stillwater w stanie Minnesota) – amerykański skoczek narciarski. Olimpijczyk (1992), uczestnik mistrzostw świata w lotach narciarskich (1992) i mistrzostw świata juniorów (1989).

## Życiorys
11 grudnia 1988 w Lake Placid zadebiutował w konkursie Pucharu Świata, zajmując 74. miejsce. W sumie w latach 1988–1992 wystąpił 37 razy w zawodach tego cyklu (z czego 3 razy odpadał w kwalifikacjach), jednak ani razu nie zdobył punktów. Najlepszy wynik osiągnął 14 grudnia 1991 w Sapporo (34. miejsce).
W 1989 wziął udział w mistrzostwach świata juniorów, gdzie był 53. indywidualnie i 15. drużynowo, a rok później w mistrzostwach świata w lotach narciarskich zajął 55. pozycję.
W 1992 wystartował w zimowych igrzyskach olimpijskich, plasując się indywidualnie na 36. (skocznia duża) i 38. miejscu (obiekt normalny), a drużynowo był 12.